# Lochyrus balmacedensis
Lochyrus balmacedensis är en tvåvingeart som beskrevs av Artigas 1970. Lochyrus balmacedensis ingår i släktet Lochyrus och familjen rovflugor. Inga underarter finns listade i Catalogue of Life.